# Giovanni Tappia
Giovanni di Tapia (Tappia; fl. XVI secolo) è stato un presbitero italiano di origini spagnole.
Secondo la tradizione, fondò a Napoli nel 1537 il Conservatorio di Santa Maria di Loreto al quale fece aggiungere successivamente un orfanotrofio in una cappella attigua.

Appartenente ad una famiglia influente nella realtà politica napoletana, era parente di Egidio Tapia, giudice della Vicarìa, l'antico tribunale napoletano, e presidente della Camera della Sommaria, che nel 1566 fece costruire, su progetto di Giovanni Francesco Di Palma, il Palazzo Tapia in Via Toledo. 
A Giovanni Tappia è intestata una strada di Napoli nel quartiere Mercato, che va da via Luigi Serio al corso Arnaldo Lucci.